# Charles Adkins
Charles Adkins (Gary (Indiana), 27 april 1932 - 8 juli 1993) was een Amerikaanse bokser die deelnam aan de Olympische Zomerspelen 1952 in Helsinki.
Adkins werd olympisch kampioen boksen tijdens de Olympische Spelen van 1952 in Helsinki. Hij won een gouden medaille in de gewichtsklasse, licht-weltergewicht. Hij versloeg de Italiaan Bruno Visintin in de halve finales en de Sovjet Viktor Mednov in de finale. Tot 1958 bokste hij in 22 professionele gevechten (17 overwinningen, 5 verliezen).
1952: Charles Adkins ·
1956: Vladimir Jengibarjan ·
1960: Bohumil Němeček ·
1964: Jerzy Kulej ·
1968: Jerzy Kulej ·
1972: Ray Seales ·
1976: Ray Leonard ·
1980: Patrizio Oliva ·
1984: Jerry Page ·
1988: Vjatsjeslav Janovski ·
1992: Héctor Vinent ·
1996: Héctor Vinent ·
2000: Moechammadkadyr Abdoellajev ·
2004: Manus Boonjumnong ·
2008: Manuel Félix Díaz ·
2012: Roniel Iglesias ·
2016: Fazliddin Gaibnazarov